# 玄苦
玄苦，金庸小说《天龙八部》中的人物。
玄苦大師是少林寺高僧，武功造詣頗高。
丐帮帮主喬峰授业恩师，十年中寒暑不间授业，曾教授「降魔掌」給喬峰。
最後被喬峰之父蕭遠山偷袭，一掌震得五脏剧裂而亡。

## 武功
降魔掌
掌輕柔，若有若沒
燃木刀法
纯以内功见长，对树空劈七七四十九刀后树干自燃，故得名“燃木刀法”。